# Calycopsis borchgrevinki
Calycopsis borchgrevinki is een hydroïdpoliep uit de familie Bythotiaridae. De poliep komt uit het geslacht Calycopsis. Calycopsis borchgrevinki werd in 1910 voor het eerst wetenschappelijk beschreven door Browne. 